# Bierbörse
A Bierbörse é uma festa popular envolvendo cerveja de diversos produtores e países. Ocorreu primeiramente em Leverkusen. Idealizada como alternativa às clássicas festas do vinho, sua popularidade foi lenta e gradualmente aumentando, abarcando atualmente 400 mil visitantes. Começa sempre numa sexta-feira e encerra na segunda-feira imediata.
Seus participantes oferecem até mil diferentes cervejas de todas as partes terrestres.
Sua concepção foi legalmente registrada pela firma Werner Nolden, com eventos itenerantes pelo território alemão. Em 2010 estão agendados eventos em 12 cidades alemãs, de Frankfurt (27 a 30 de maio), Colônia, Leipzig, Bad Keuznach, Viersen-Dünken, Mogúncia, Bonn, Düsseldorf, Leverkusen, Dorsten, Dormagen, até Karlsruhe (3 a 5 de setembro).